# William Feys
William Feys is een personage in de VTM-televisieserie Familie. Het personage wordt gespeeld door Frank Hoelen.

## Overzicht
William is een goede vriend van dokter Paul Jacobs en werkt als apotheker vaak nauw samen met hem in het plaatselijke ziekenhuis. Ondanks zijn jonge leeftijd is hij al weduwnaar; hij blijft echter niet bij de pakken zitten en trekt bijna dagelijks naar de dansschool. Daar leert hij Linda Desmedt kennen, die zijn nieuwe danspartner wordt.
Wanneer Jan Van den Bossche er alles aan lijkt te doen om de nieuwe en enige hobby van zijn vrouw te saboteren, reageert Linda woedend en zoekt ze troost bij William. De twee belanden in bed en beginnen een affaire. Eerlijk als ze is, biecht Linda dit vrijwel meteen op aan Jan en neemt ze haar koffers.
Uiteindelijk besluit Linda dat ze haar gezin niet wil opgeven en maakt ze een eind aan haar relatie met William. Kort daarop besluit hij naar Zweden te verhuizen. Linda voelt zich niet helemaal goed bij zijn plotse vertrek en vraagt zich af of ze wel de juiste keuze heeft gemaakt. De twee houden aanvankelijk wel nog telefonisch contact, maar na een tijdje verwatert dit, mede door toedoen van Jan.
Een paar jaar later keert William plots terug. Hij kampt met ernstige nierproblemen en wil zich in het ziekenhuis laten behandelen door Paul en Victor. Onvermijdelijk komt hij opnieuw in contact met Linda, die er werkt als verpleegster. In 2012 volgt er slecht nieuws over William: de operatie is mislukt dus William is overleden...